# Glossochilus
Glossochilus, monotipični biljni rod iz porodice primogovki smješten u tribus Justicieae, dio potporodice Acanthoideae. Jedina vrsta je južnoafrički endem G. burchellii iz provincije Northern Cape. Opisan je u Prodromus Systematis Naturalis Regni Vegetabilis 11: 83. 1847. 

## Ugroženost
Prekomjerna ispaša stoke zbog prevelike količine pašnjaka uzrokuje degradaciju staništa u većini područja ove vrste. Unatoč degradaciji staništa, još uvijek je prilično uobičajena i vjerojatno je otporna na pritisak ispaše. Nekim subpopulacijama prijeti gubitak staništa zbog rudarenja, ali to pogađa samo mali dio populacije ove vrste. 